# Barter

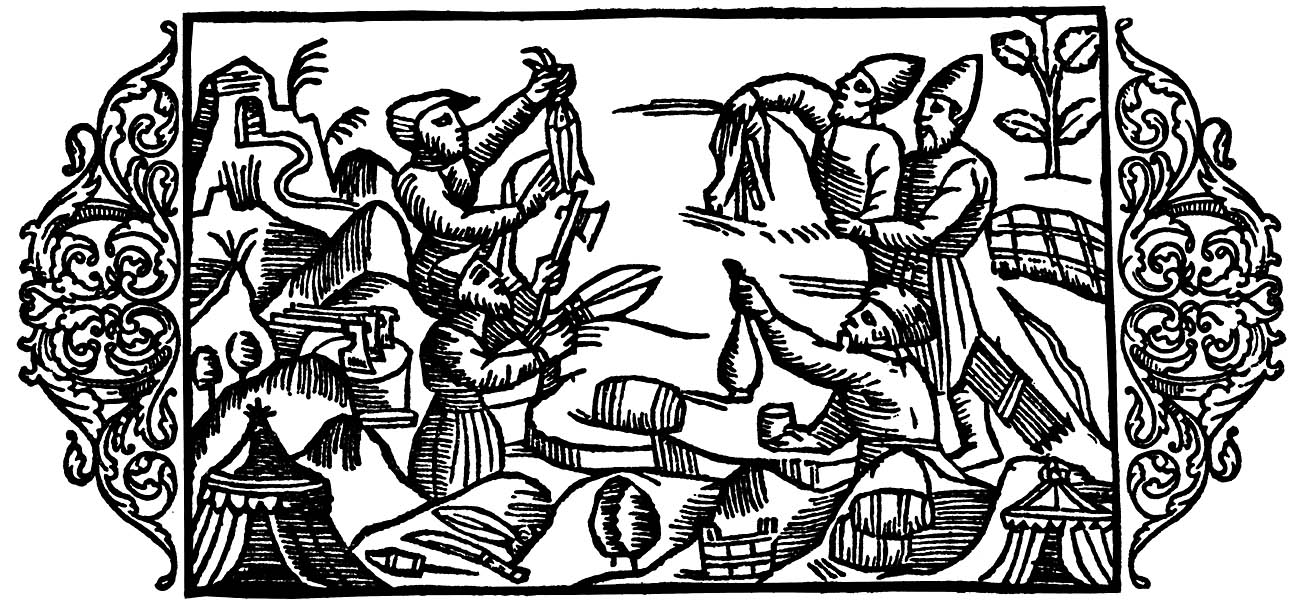
Skandináv és orosz kereskedők árukat cserélnek (Olaus Magnus, 1555)

A barter közgazdasági fogalmának jelentése a pénz nélküli árucsere. A barter általában kétoldalú kereskedelmet jelent, bár időnként előfordult többoldalú formában is, ehhez egy egyeztető központot kell létrehozni. A fejlett gazdaságokban a barter alkalmazása ritka, rendkívüli körülmények között folyamodnak csak hozzá. A piaci szereplők általában csak gazdasági válság esetén folyamodnak a barter eszközéhez, amikor a törvényes fizetési eszköz elértéktelenedik vagy egyszerűen nem elérhető.

## Etimológia
A nemzetközi jellegű angol szó eredetét az ófrancia baroter igére vezetik vissza, amelynek jelentése csal, cserél volt.

## Története

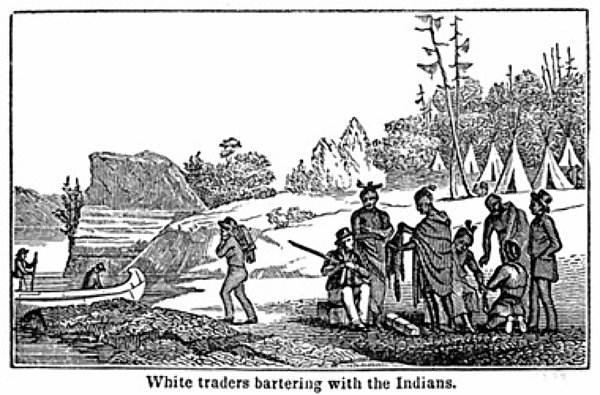
Fehérek kereskedése indiánokkal (1820 körül)

Adam Smith munkássága óta számos elméleti közgazdász tekintett úgy a barterre, mint a pénz léttrejöttét megelőző kereskedelmi módszerre. Ezeket az elméleti megfontolásokat a néprajzi kutatások általánosságban nem tudták alátámasztani. A pénz előtt árucsere ezek szerint inkább az ajándékgazdaság formájában folyt: az emberek az önfenntartó naturálgazdálkodás körülményei között személyes alapon, kölcsönös ajándékozással cserélték ki azokat a termékeiket, amelyek számukra feleslegesek, más számára pedig hasznosak voltak. Amennyiben sor került barterre, akkor az általában idegenek vagy potenciális ellenségek közötti egyszeri aktus volt.
Magyarországon a második világháborút követően a magyar pengő inflációja idején a lakosság fogyasztási javakhoz jutása közvetlen árucsere formájában zajlott.
A KGST-ben a tagországok lényegében kétoldalú barter formájában kereskedtek egymással. Az 1964-ben bevezetett transzferábilis rubel csak elszámolási eszköz volt, az éves kétoldalú árucserének elméletben kiegyenlítettnek kellett lennie.

## Fordítás
- Ez a szócikk részben vagy egészben  a   Barter című angol Wikipédia-szócikk ezen változatának fordításán alapul.  Az eredeti cikk szerkesztőit annak laptörténete sorolja fel. Ez a jelzés csupán a megfogalmazás eredetét és a szerzői jogokat jelzi, nem szolgál a cikkben szereplő információk forrásmegjelöléseként.